# Seznam největších veřejných zakázek v Česku
Tento seznam obsahuje nejdražší veřejné zakázky v historii samostatné České republiky.[zdroj⁠?!] Seznam je řazen dle vysoutěžené (či předpokládané) ceny zakázky.
| Jméno | Popis                                                                                    | Zadavatel                                        | Stav      | Termín realizace | Cena (mld. Kč) | Reference     |
| --- | ---------------------------------------------------------------------------------------- | ------------------------------------------------ | --------- | ---------------- | -------------- | ------------- |
| Odstranění některých ekologických zátěží vzniklých před privatizací | Sanace starých ekologických zátěží                                                       | Ministerstvo financí ČR                          | zrušena   | -                | 101,5          | [ 2 ] [ 3 ]   |
| Rámcová dohoda na poskytování dodávek určených druhů minerálních olejů na paritě ITT | dodávky minerálních olejů                                                                | Čepro a.s.                                       | realizace | ?                | 40             | [ 4 ]         |
| Komplexní modernizace Pardubické krajské nemocnice formou PPP | přestavba a provoz nemocnice                                                             | Pardubická krajská nemocnice                     | zrušena   | 2008 - 2038      | 30,6           | [ 5 ]         |
| Elektronické mýtné v Česku | Vybudování systému el. mýta v ČR                                                         | Ministerstvo dopravy ČR                          | dokončena | 2006-2008        | 22             |               |
| soubor staveb Městského okruhu – stavba č. 9515 Myslbekova – Prašný most, stavba č. 0080 Prašný most – Špejchar, stavba č. 0079 Špejchar – Pelc Tyrolka, stavební část a stavba č. 0012 – etapa 0007, část 11 Protipovodňová opatření Trója | větší část Tunelu Blanka                                                                 | Hlavní město Praha                               | realizace | 2007 - 2014      | 21,2           | [ 6 ] [ 7 ]   |
| Saab JAS-39 Gripen | 10letý pronájem bojových letounů                                                         | Ministerstvo obrany ČR                           | realizace | 2005-2015        | 20             |               |
| Provádění lesnických činností s prodejem dříví „při pni“ | lesnické činnosti                                                                        | Lesy České republiky                             | zadáno    | 2012 - ?         | 15,8           | [ 8 ]         |
| Pandur II | Nákup obrněných transportérů                                                             | Ministerstvo obrany ČR                           | dokončena | 2009             | 14,4           |               |
| Prodloužení trasy A metra | prodloužení provozované trasy metra A v trase Dejvická - Nemocnice Motol - stavební část | Dopravní podnik hl. m. Prahy                     | realizace | 2010-2015        | 13,6           | [ 9 ] [ 10 ]  |
| Svoz odpadu v Praze |                                                                                          | Magistrát hlavního města Prahy                   | zrušeno   | -                | 13,2           | [ 11 ] [ 12 ] |
| Vybudování nové dopravní základny pro Plzeňské městské dopravní podniky, a.s. a zajištění oprav, údržby a odstavu vozidel městské hromadné dopravy provozovaných na území města Plzně                                                       | Vybudování a provoz nového depa pro autobusy a trolejbusy (včetně údržby)                | Plzeňské městské dopravní podniky                | zadáno    | 2013 - ?         | 12             | [ 13 ]        |
| Uzavření rámcové smlouvy na poskytování licencí k produktům Microsoft | dodávka software                                                                         | Ministerstvo vnitra České republiky              | realizace | ?                | 8,5 - 11       | [ 14 ]        |
| Rámcová smlouva na zajištění oprav a údržby logických celků Kotelna a Odsíření v klasických elektrárnách | odsíření uhelných elektráren                                                             | ČEZ                                              | dokončeno | 2009 - ?         | 10,7           | [ 15 ]        |
| Provedení stavby dálnice D3 Tábor - Veselí nad Lužnicí | stavba úseku dálnice D3                                                                  | Ředitelství silnic a dálnic                      | realizace | 2008 - 2013      | 10,5           | [ 16 ]        |
| D8 - 0805 LOVOSICE - ŘEHLOVICE | stavba úseku dálnice D8                                                                  | Ředitelství silnic a dálnic                      | realizace | 2007 - 2015      | 9,9            | [ 17 ]        |
| Letní a zimní údržba pozemních komunikací na území hlavního města Prahy | údržba pozemních komunikací                                                              | Technická správa komunikací hlavního města Prahy | zadáno    | ??               | 9,7            | [ 18 ]        |
| Dodávka vody předané do předávacích míst Jesenice | dodávka pitné vody                                                                       | Pražská vodohospodářská společnost               | realizace | 2014–2018        | 9,6            | [ 19 ]        |
| Dodávka silové elektřiny pro SŽDC na období 2009-2010-2011 | dodávka elektřiny                                                                        | Správa železniční dopravní cesty                 | ?         | ?                | 9,4            | [ 20 ]        |
| Rámcová smlouva na poskytování datových a hlasových služeb Komunikační infrastruktury Informačních systému veřejné správy | datové a hlasové služby                                                                  | Ministerstvo vnitra České republiky              | realizace | ?                | 9              | [ 21 ]        |